# Райко Митич (стадион)
«Ра́йко Ми́тич» (серб. Стадион Рајко Митић, до декабря 2014 года — «Црвена звезда»), известный также как «малая Маракана» (серб. мала Маракана) — футбольный стадион в Белграде, Сербия, вместимостью 55 538 зрителей. Домашний стадион клуба «Црвена звезда».

## История
27 декабря 1959 года «Црвена звезда» сыграла последний матч на старом, построенном в 1927 году стадионе, который стоял на этом же самом месте. Оппонентом в прощальной игре был клуб «Нови-Сад». После игры стадион был уничтожен с целью постройки нового современного сооружения. Для подготовки строительной площадки нового стадиона, который должен был быть на 12 метров ниже, чем предыдущий, было выкопано более 350 тысяч кубометров почвы и 15 тысяч кубометров камня.
После трёх лет строительства новый стадион был готов. Официальное открытие состоялось 1 сентября 1963 года перед игрой Первой Лиги Югославии, в которой «Црвена звезда» обыграла «Риеку» со счётом 2:1. В этот день приблизительно 55 000 зрителей вошли на стадион через девять 5-метровых входных ворот и расположились на всё ещё не законченных трибунах. Самым первым посетителем стадиона стал Лаза Петрович, крестьянин из Лозницы. Этот пламенный поклонник «Црвены звезды» прибыл на новый стадион рано утром, занял своё место на восточной трибуне, вынул сыр и лепёшку из своей сумки, съел завтрак и стал терпеливо ждать до конца дня, когда начнётся игра.
Наибольшая посещаемость на тот период была зарегистрирована осенью на дерби против «Партизана» — 74 000 человек. В следующем году, после того, как стадион был полностью закончен, его вместимость увеличилась до 110 000 зрителей, и он получил неофициальное прозвище — «Маракана», в честь известного бразильского стадиона. Кроме захватывающего вида, новый стадион также имел великолепное травяное покрытие с дренажом, который сделал игры намного более приятными.
Первый официальный гол здесь забил Трифон Михайлович в матче молодёжных команд «Црвены звезды» и «Земуна», который состоялся перед первой игрой с «Риекой». Первый официальный гол в высшем югославском футбольном дивизионе забил Вукоя из «Риеки», а Душан Маравич забил самый первый гол на новом стадионе за «Црвену звезду» в той же самой игре.
Согласно числу проданных билетов, 23 апреля 1975 года в полуфинале Кубка обладателей кубков против венгерского «Ференцвароша» (2:2), на трибунах было официально 96 070 зрителей, но число зрителей приближалось к максимуму — 110 000.
В середине 90-х, чтобы удовлетворить требованиям УЕФА о комфорте и безопасность зрителей, стадион был оборудован только сидячими местами, а их количество сократилось до 51 538.
В декабре 2014 года руководство футбольного клуба «Црвена звезда» по предложению болельщиков и ветеранов клуба переименовала стадион в стадион имени Райко Митича, легендарного игрока и одного из основателей клуба
18 ноября 2017 года перед матчем против «Рада» на стадионе имени Райко Митича ему был открыт памятник. «Црвена звезда» разгромила «Рад» со счётом 6:1

## Известные матчи
- Финальный матч Кубка Чемпионов в сезоне 1972/1973 между «Аяксом» и «Ювентусом» (1:0) 30 мая 1973 года. Занимает третье место в списке рекордов посещаемости (на трибунах было зарегистрировано 91 564 зрителя). В матче приняли участие Руд Крол, Йохан Нескенс, Джонни Реп, Йохан Кройф, Дино Дзофф, Фабио Капелло, Жозе Алтафини, Роберто Беттега и другие.
- Чемпионат Европы по футболу 1976 (единственный турнир такого масштаба, который принимала Югославия). Здесь были сыграны два матча: полуфинал между Югославией и ФРГ, в котором ФРГ победила со счётом 4:2 в дополнительное время, проигрывая большую часть матча 0:2, а также финал 20 июня 1976 года между Чехословакией и ФРГ, в котором победила Чехословакия по пенальти 5:3 (основное время матча закончилось ничьей 2:2). Победный пенальти в оригинальной манере забил Антонин Паненка, который отправил мяч «парашютом» прямо по центру в ворота Зеппа Майера. В историю этот удар вошёл как «удар в стиле Паненки».
- 24 апреля 1991 года «Црвена звезда» и мюнхенская «Бавария» встретились в полуфинале Кубка чемпионов. У белградского клуба было преимущество со счётом 2:1 после игры в гостях. На стадионе присутствовало 100 тысяч человек. Первый гол забил Синиша Михайлович, но Бавария отыграла преимущество двумя быстрыми голами и выровняла совокупный счёт встреч. Только в компенсированное время югославов спасла роковая ошибка Клауса Аугенталера, который в падении срезал мяч в ворота Раймонда Аумана. Матч закончился со счётом 2:2, а «Црвена звезда» прошла в финал. Финальный свисток вызвал ликование на стадионе и массовый выход болельщиков на поле. В финале «Црвена звезда» уже в матче в Италии по пенальти переиграла марсельский «Олимпик» и в первый и последний раз в своей истории выиграла Кубок европейских чемпионов.
- Осенью 1996 года «Црвена звезда» принимала «Кайзерслаутерн» и «Барселону» в 1/32 и 1/16 финала Кубка обладателей кубков, соответственно. Значение матчей было огромно, потому что югославский клуб 4 года не играл из-за спортивно-политического эмбарго. Первый матч против «Кайзерслаутерна» был проигран со счётом 1:0, но «Звезда» прошла в дополнительное время 26 сентября 1996 года благодаря игре Деяна Станковича и Перицы Огняновича. В следующем круге соперником была «Барселона», имеющая в своём составе Роналдо, Христо Стоичкова и Луиша Фигу. «Црвена звезда» должна была выигрывать с разницей в 2 мяча, чтобы пройти дальше (она проиграла первый матч 1:3 на «Ноу Камп»). Вначале Зоран Йовишич сделал счёт 1:0, но энтузиазм хозяев был быстро исчерпан из-за быстрого ответа «Барселоны», одну минуту спустя Джованни Силва сравнял счёт. После этого игроки «Барселоны» удержали удобный для себя счёт 1:1. Состязание запомнилось ещё из-за своей карнавальной атмосферы — хореографическая постановка, проходившая на всех четырёх трибунах, включала в себя выдвигающиеся флаги, покрывающие всю трибуну, баннеры и мозаики из цветных модулей.